# 高橋めぐみ (バレーボール)
高橋 めぐみ（たかはし めぐみ、1979年6月11日 - ）は、日本の元女子バレーボール選手。

## 来歴
宮城県古川市（現：大崎市）出身。小学校卒業時すでに身長が176cmあり、中学校入学と同時にバレーボールを始める。高校は古川商業高校（現・古川学園高校）に進学。ドリーム・ガールズと呼ばれたチームで、1学年先輩だった菅山かおるや、同級生の高橋翠、大沼綾子らと共に1996年の第27回春高バレー優勝、1997年インターハイで準優勝を経験した。
1998年、JTマーヴェラスに入社。
1997年に18歳で全日本代表入りした時には、世界の高さとパワーを打ち破る大型新人として注目され、同年のワールドグランプリに出場した。翌1998年も代表選出された。
2003年にJTを退社し、V1リーグの健祥会に移籍。
2011年、現役引退。
2014年から、「あおやぎ接骨院グループスポーツプラス」スタッフとして勤務。

## 球歴
- 全日本代表 - 1997-1998年

## 所属チーム
- 長岡小
- 古川北中
- 古川商業高等学校（現・古川学園高等学校）
- JTマーヴェラス（1998-2003年）
- 健祥会/健祥会レッドハーツ（2003-2011年）